# Transmission des titres de noblesse
Un titre de noblesse est soit un titre hérité par des personnes de condition noble, soit un titre conférant la noblesse. Il correspond à l'origine à l'exercice de fonctions d'autorité déléguées de celles du souverain : militaires ou judiciaires. D'abord attaché à l'exercice de cette autorité sur une population ou un peuple : prince ou duc des Normands, duc des Francs, dux Bavarorum, à partir du XIIe siècle, il devient attaché au nom de la circonscription territoriale sur laquelle il s'exerçait (duché, comté, vicomté, baronnie, etc.).
Cependant en fonction des États conférant ces titres de noblesse, différentes règles de transmission s'appliquent, décidées par le Souverain ou la Souveraine en place.

## France

### Titres réguliers et de courtoisie
En France, même s'il n'y a plus légalement de noblesse depuis l'instauration de la IIIe République en 1870, les titres authentiques et réguliers, transmis au descendant du premier titulaire selon les règles de dévolution prévues par les lettres patentes de concession, sont reconnus comme accessoires du nom et peuvent faire l'objet d'une investiture (vérification) par la section du sceau de France dépendant de la direction des Affaires civiles et du Sceau du ministère de la Justice. Cette reconnaissance par la République des titres de noblesse authentiques et réguliers est purement formelle. Elle ne fait que constater qu'une personne est la mieux placée pour succéder à un titre. Elle n'est pas obligatoire pour la transmission du titre, mais permet au bénéficiaire d’en faire un usage officiel et de le faire figurer sur tous les documents administratifs, y compris la carte d'identité comme un accessoire du nom.
En France, la transmission des titres de noblesse se faisait généralement selon les règles de primogéniture masculine, excluant ainsi les cadets de la succession au titre. Cependant, l'usage a fait que mise à part les princes et les ducs qui occupaient de hautes fonctions au sein de la Cour de France et du Royaume tout entier, la noblesse avait pris la liberté d'accorder aux cadets des titres subsidiaires ou des déclinaisons. Cela signifiait que le second fils d'un "Comte X" prenait le titre de "Comte X" ou "Vicomte X". N'étant alors qu'un titre de courtoisie, et n'ayant d'usage légal, cette pratique a été tolérée pendant des siècles. Elle est toujours d'actualité au sein des familles de la noblesse subsistante.
La transmission des titres concernait surtout la branche masculine, mais aussi les femmes de la noblesse, qui en héritaient par leur père ou leur époux.
Il est aussi d'usage pour le fils aîné d'un duc de prendre du vivant de son père le titre de courtoisie de « marquis » (il deviendra par la suite duc, abandonnant le titre subsidiaire pris de marquis).
Dans le cas où le Chef de Maison possède plusieurs titres subsidiaires, attachés à plusieurs fiefs (ou anciens fiefs), ce dernier peut décider de laisser un titre à un cadet, transmettant le plus important à l'aîné, destiné à lui succéder.
Ainsi :
- le Chef de Maison serait titré : "Monsieur le Comte de X, Vicomte Y, et Baron Z"
- pourrait décider de titrer de son vivant son aîné : "Monsieur le Vicomte Y"
- et un cadet : "Monsieur le Baron Z"

### Titres de fantaisie
Les titres de fantaisie ayant pour origine la pure fantaisie, il n'a aucune valeur ni auprès des institutions royales de l'Ancien Régime, ni au sein de la République. Les propriétaires de tel titres ne peuvent faire vérifier leur appellation par le Garde des Sceaux, n'ayant jamais été réellement titré. Cependant, nous pouvons constater dans de nombreux cas que la succession des titres de fantaisie se rapproche de celle des titres de courtoisie et réguliers.

### Cas spécial de Wallis-et-Futuna
Wallis-et-Futuna est une collectivité d'outre-mer française avec trois rois coutumiers.

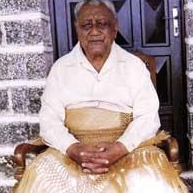
Le roi coutumier (Lavelua) Tomasi Kulimoetoke a régné de 1959 à 2007 sur le royaume d'Uvea.

L'article 3 du statut de 1961 dispose que « la République garantit aux populations du territoire des îles Wallis et Futuna, le libre exercice de leur religion ainsi que le respect de leurs croyances et de leurs coutumes en tant qu’elles ne sont pas contraires aux principes généraux du droit et aux dispositions de la présente loi ». Les trois royaumes traditionnels d'Uvea, d'Alo et de Sigave sont reconnus officiellement par la République Française, mais il s'agit d'une monarchie élective. Le pouvoir d'élire ou de destituer les rois revient à un ensemble de familles nobles appelées "Aliki".

## Royaume-Uni

### Au sein de la famille royale
Depuis 2011, au sein de la monarchie britannique et de celles régissant les autres royaumes du Commonwealth, le titre royal se transmet par primogéniture stricte, sans préférence pour un des deux sexes. Ainsi, le premier enfant du monarque précédent sera automatiquement désigné comme successeur, sous réserve que ce dernier soit légitimement né, et n'ait pas renoncé à ses droits sur le trône.
Les droits sur le trône sont perdus par un prince de la Maison royale s'il se marie sans le consentement du monarque. Cette règle est applicable pour les six premières personnes suivant l'ordre de succession.
Les princes de la Maison Windsor naissent avec la dignité de « Prince du Royaume-Uni de Grande-Bretagne et d'Irlande du Nord » avec le prédicat d'Altesse Royale. Cette dignité n'est transmise aux enfants que par primogéniture avec préférence masculine. Les enfants des princesses du Royaume-Uni n'héritent pas du titre princier, mais font quand même partie de l'ordre de succession au trône britannique et de la famille royale.
Suivant cette logique, James Mountbatten-Windsor, fils du prince Edward, aurait dû recevoir de façon légale à sa naissance le titre de prince du Royaume-Uni de Grande-Bretagne et le prédicat d'altesse royale. Cependant, le prince Edward a souhaité, en accord avec son épouse Sophie Rhys-Jones, que ses enfants reçoivent les honneurs dus à un comte britannique et non pas à un prince de la Maison royale. Ce n'est que lors de son 18e anniversaire ou après que James Mountbatten-Windsor pourra choisir d'utiliser ou non son titre princier. Il porte actuellement le titre de comte de Wessex, premier titre subsidiaire de son père.

### Au sein de la pairie
Au sein de la pairie du Royaume-Uni, les règles de succession aux titres de noblesse sont quasi-similaires à la succession française. Le titre principal se transmet de père en fils, le fils aîné pouvant porter un titre subsidiaire du père de son vivant.
Il y a cependant une exception qui est celle du Lord écossais, qui est en fait un Laird. Ce titre est attaché à une terre et ne peut être porté que par le propriétaire de cette terre. En cas de vente du terrain, le nouveau propriétaire devient Lord, et l'ancien perd son appellation. Le titre de Laird est l’équivalent écossais du chevalier anglais, en ce sens qu’il s’agit d’un titre de courtoisie et ne donne pas à son propriétaire le droit de siéger à la Chambre des Lords. Beaucoup de Lairds préfèrent la traduction anglaise « Lord », plus connue en dehors de l’Écosse. Toutefois, il convient de noter que ce n’est pas l’équivalent du titre anglais de « Lord », qui est accordé uniquement aux pairs du Royaume.
Il existe cependant un nombre limité de domaines écossais pouvant utiliser les titres féodaux de Lord ou Lady (déclinaison féminine).

## En Europe

### Belgique
Une hiérarchie des titres nobiliaires peut être trouvée dans un rapport daté du 12 décembre 1838 et qui aurait été soumis au Roi des Belges Léopold Ier et sur lequel celui-ci aurait marqué son accord. Ce rapport, qui n'est ni une loi, ni un arrêté royal, n'a aucune force obligatoire dans l'ordre juridique belge, et ne fut d'ailleurs pas non plus publié officiellement au Moniteur belge. Cette hiérarchisation est d'ailleurs rejetée pour le titre de duc qui est supérieur à celui de prince dans certains cas.
En Belgique, il existerait quatre modes de transmission ou d'acquisition de la noblesse. Cette catégorisation ne repose cependant sur aucun texte légal et n'engage ni l'exécutif ni le judiciaire. Mais si l'on suit cette classification, la noblesse pourrait ainsi être transmise par :
- Descendance : enfants nés du légitime mariage d'un noble (ce qui exclut les enfants nés d'un concubinage).
- Concession : attribution d'une faveur nobiliaire par le roi (anoblissement) et de lettres patentes ;
- Reconnaissance ou réhabilitation : validation d'un titre ancien perdu par dérogeance ou déchéance et auquel le citoyen peut légitimement prétendre ;
- Reconnaissance (naguère admission) dans la Noblesse belge : reconnaissance d'un titre de noblesse étranger octroyé à une famille d'origine étrangère dans le passé[4].

Les titres nobiliaires ne sont pas tous transmissibles, néanmoins il arrive que lorsqu'une faveur nobiliaire a été conférée à titre personnel, elle fasse ensuite l'objet d'une concession héréditaire par un nouvel Arrêté royal. Les lettres patentes spécifient leur mode de transmission, ils peuvent être :
- héréditaire : transférable à toute la descendance masculine et féminine ;
- primogéniture masculine : transférable à la première descendance masculine ;
- progéniture masculine : transférable à toute la descendance masculine seulement ;
- progéniture féminine : transférable à toute la descendance féminine seulement ;
- personnel : non transférable à la descendance masculine et féminine.

Les titres nobiliaires ont été soumis à une problématique, à la suite de la réforme du 1er juin 2014 sur les noms de famille, les parents peuvent choisir de donner le nom de la mère ou le nom du père, voire les deux. Le titre de noblesse héréditaire ne se transmettant que par le nom du père, cela posa une problématique de transmission du titre. L'Association de la noblesse du royaume de Belgique (ANRB) a évoqué dans son bulletin trimestriel no 280 cette problématique et a formulé ses positions :
- Si le nom du père : rien ne change par rapport à la législation actuelle, l'enfant hérite du titre ;
- Si le nom de la mère : pas de transmission de noblesse ni d'un titre éventuel même si le père et/ou la mère est/sont noble(s) ;
- Si le nom du père suivi du nom de la mère : transmission de noblesse paternelle et du titre éventuellement associé ;
- Si le nom de la mère est suivi du nom du père : pas de transmission automatique de la noblesse ni du titre éventuel même si le père et/ou la mère est/sont noble(s).

Ces modes de transmission sont actuellement en cours de réflexion au Service de la noblesse du ministère des Affaires étrangères. L'Association de la noblesse du royaume de Belgique (ANRB) participe au débat. Dans la circulaire no 653 de novembre 2015, l'ANRB confirme cette position et elle mentionne que les débats écoulés se sont orientés dans cette direction. Elle rajoute qu'elle n'encourage pas la 3e possibilité (nom du père suivi du nom de la mère).

### Danemark
Depuis 1849, les souverains danois n'ont accordé aucune concession de titres ou de noblesse, sauf au sein de la famille royale en cas de mariage morganatique. Le princes danois épousant une femme issue d'une famille non-dynaste perdent en effet leur titre princier au profit de celui de comte de Rosenborg. Certains titres ont également été reconnus ou autorisés à être transmis.
Le titre de Prince est réservé aux membres de la Famille Royale.

### Espagne
Historiquement, il existait une préférence masculine concernant la succession, tel comme établissait le Code des Siete Partidas d'Alphonse X le Sage au XIIIe siècle. Cependant, le Congrès des députés approuva le 18 octobre 2005, l'examen d'une loi qui supprimerait cette préférence concernant les titres nobiliaires (n'affecte pas la Couronne). Les titres sont aujourd'hui hérités par l'aîné, indépendamment de son sexe, selon la Loi 33/2006, du 30 octobre.

### Monaco
Au sein de la principauté de Monaco, seule la famille régnante dispose de titres de noblesse.
Le Prince Souverain dispose de la titulature suivante, ne pouvant être décomposée pour être partiellement léguée à un enfant cadet ou pas : Son Altesse Sérénissime le prince souverain de Monaco, duc de Valentinois, marquis des Baux, comte de Carladès, baron de Calvinet et du Buis, seigneur de Saint-Rémy, sire de Matignon, comte de Torigni, baron de Saint-Lô, de la Luthumière et de Hambye, duc de Mazarin, duc de Mayenne, prince de Château-Porcien, baron de Massy, comte de Ferrette, de Belfort, de Thann et de Rosemont, baron d'Altkirch, seigneur d'Issenheim, marquis de Chilly, comte de Longjumeau et marquis de Guiscard.
Cependant la famille régnante dispose du droit de créer des titres de noblesse dont les règles de succession suivent la primogéniture à préférence masculine. Les enfants du souverain et des princes nés d'un mariage légitime au sein de la maison Grimaldi jouissent du titre de Prince et Princesses de Monaco avec prédicat d'Altesse Sérénissime. Cependant, le titre princier ne peut être transmis que de père en fils.
Lorsqu'un prince de Monaco crée un titre pour un membre de sa famille, il lui revient de décider des règles de succession qui s'y attachent, par exemple, au XXe siècle, le prince Rainier III de Monaco a attribué le titre de baronne de Massy à sa sœur Antoinette, et à sa descendance légitimée qui porte aujourd'hui de Massy comme patronyme.
Le titre de marquis des Baux est, depuis 1958 le titre attribué à l'héritier présomptif de la Couronne monégasque. 
le titre de comtesse de Carladès accordé par le prince Albert II de Monaco à sa fille Gabriella de Monaco n'est quant à lui pas transmissible.